# Alon Abutbul
Alon Abutbul (hebrejsky אלון אבוטבול‎; 28. května 1965 Tel Aviv, Izrael – 29. července2025 Haifa) byl izraelský herec. Mezi jeho nejznámější filmy patří Labyrint lží (Body of Lies) z roku 2008, kde hrál po boku Leonarda DiCapria. Byl celkem třikrát nominován na Cenu izraelské filmové akademie a v roce 2003 vyhrál v kategorii nejlepší vedlejší role za film Ha-Asonot Šel Nina. Na Jeruzalémském filmovém festivalu v roce 2008 získal Wolginovu cenu v kategorii nejlepší mužská role ve filmu Ecba Elohim.
Po koupeli na jihu Haify vystoupil z moře a stěžoval si na na nevolnost. Po ztrátě vědomí se jej záchranáři pokoušeli oživit, avšak po hodině konstatovali smrt.